# Monoxenus multispinosus
Monoxenus multispinosus là một loài bọ cánh cứng trong họ Cerambycidae.